# Licas (mitologia)

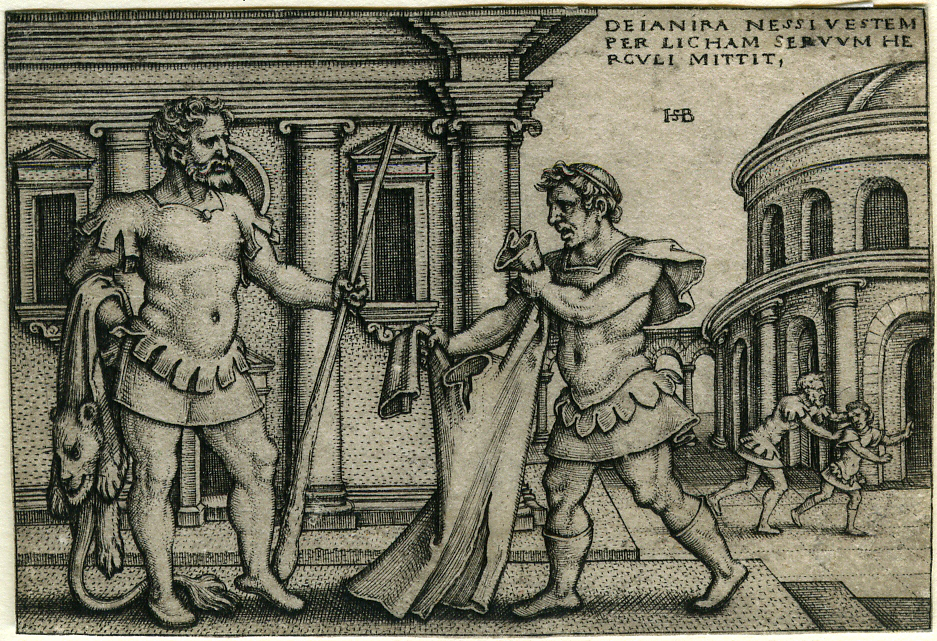
Licas donant la camisa de Nessos a Hèracles, Hans Sebald Beham (1542–1548)

D'acord amb la mitologia grega, Licas (en grec antic Λίχας), va ser l'heroi que va acompanyar Hèracles fins a la seva mort al cim de l'Eta.
L'havia servit com a herald en la guerra contra Èurit. Després de la victòria, Hèracles va voler aixecar un altar a Zeus, i va enviar Licas davant de Deianira perquè li donés un vestit nou. Deianira li va donar la túnica enverinada amb la sang de Nessos, el centaure. Quan l'heroi se l'hagué posada i li va començar a cremar tot el cos, ple de ràbia, agafà Licas d'un peu i el llançà pels aires. Va caure al mar, a prop de les costes d'Eubea, on es va transformar en pedra i va formar un grup d'illes anomenades Lícades.